# ملعب أنسان وا~
ملعب أنسان وا~ هو ملعب كرة قدم متعدد الأغراض يقع في غيونغي، كوريا الجنوبية، يتسع لجلوس 35,000 متفرج. بدأ بناؤه في 2003 وافتتح في 28 مارس 2007.

## روابط خارجية
- ملعب أنسان وا~ (بالروسية)
- Worldstadiums profile
- Soccerway profile